# Renato Carosone
Renato Carosone, (Nápoly, 1920. január 3. – Róma, 2001. május 20.) olasz énekes, zongorista, zenekarvezető. A 20. század második felében az olasz zenei élet egyik kiemelkedő alakja volt. A nápolyi hagyományos zenei műfaj, az úgynevezett nápolyi dal modern előadója volt. Amellett énekelt szvinget, boogie-woogie-t, bluest, csacsacsát, rock and rollt is. Carosone volt az egyik első háború utáni olasz előadó (a másik Domenico Modugno), aki  turnézott az Egyesült Államokban anélkül, hogy angolul énekelt volna.

## Pályafutása
Carosone édesapja a Teatro Mercadante pénztárosa volt. Tizennégyévesen megírta első kompozícióját, a „Triki-trak”-ot. 1935-ben kibérelt egy bábszínházat, hogy kénekelhessan a Roland és Renaud gróf csatája előadásain. Ezt követően egy kiadónál dolgozott, új dalokat tanítva énekeseknek.
Zongora- és zeneszerzést a Nápolyi Konzervatóriumban, ahol Alberto Curcinál tanult. Diplomáját 1937-ben, mindössze 17 évesen szerezte meg.
Néhány hónappal később szerződést írt alá Aldo Russo komikussal, és zenekarvezetőként lépett fel olasz Kelet-Afrikában. Egy étteremben dolgoztak − sikertelenül. Kevesebb mint egy hét múlva Aldo Russo visszatért Nápolyba. Carosone Kelet-Afrikában maradt, és az eritreai hegyvidéki Asmarába költözött. A Circolo Italia zenekarban zongorázott. Ott ismerkedett meg Italia Levidi velencei táncosnővel (akit ott Lita néven ismertek). 1938. január 2-án házasodtak össze. Carosone már öt évvel az esküvő előtt örökbe fogadta Lita fiát, Giuseppe-t. Nem sokkal az esküvő után Addisz-Abebába költöztek.
1940 júniusában behívták katonának és az olasz Szomáliföldre küldték a frontra. 1941 novemberében feladta a harcot az utolsó reguláris olasz csapatat. Carasone visszatért a britek által megszállt Asmarába, ahol unokatestvére, Antonio volt az Odeon Színház igazgatója. Carasone a színház melletti szórakozóhely zenei igazgatója lett és egy big bandet vezetett. A helyi zenei élet kiemelkedő alakja lett, a big band-zene, a nápolyi dalok és az eritreai ütőhangszeres zene kombinációját játszották. Zenei tapasztalatait a big band zenébe integrálva szólt a Night and Day, a Begin the Beguine, a Blue Moon és a Tea for Two..., − és nápolyi dalok is szerepeltek.
1946-ban feleségével és fiával visszatért Olaszországba, Brindisibe. Hazájában gyakorlatilag ismeretlen volt. Kis zenekarokban zongorázott. Új előadásait erősen befolyásolták azok az új ritmusok és zenei stílusok, amelyekkel a Kelet-Afrikában töltött tíz év alatt találkozott. Ezzel felkeltette a lehetséges támogatók figyelmét. 1949-ben Carosone-t felkérték összeállítani egy zenekart egy klub megnyitójára. Lesződtette Peter van Houten holland gitárost és Gegè Di Giacomo nápolyi dobost, és megalakította a Trio Carosone-t. A trió később kvartetté alakult Bacsik Elek magyar cigányzenész basszusgitárral, gitárral és hegedűvel.
Az 1950-es években Carosone egyre népszerűbb lett Olaszországban és külföldön is. A lemezeladások szárnyaltak. A „Torero” című dala 1958 nyarán került fel a slágerlistákra az Egyesült Államokban. A Torero-t tizenkét nyelvre fordították le, és csak az Egyesült Államokban csaknem harminc előadó dolgozta fel, köztük a The Andrews Sisters, Connie Francis és a The King Brothers. 1957-ben Carosone és zenekara amerikai turnéra és Kubában indult. Ez a turné diadalmas előadással zárult a New York-i Carnegie Hallban.
Karrierje csúcsán Carosone 1960-ban bejelentette, hogy visszavonul, mert úgy érezte, hogy a rock and roll megjelenése azzal a következménnyel járt, hogy a swing, big band hangzás már nem népszerű. A visszavonulási döntése felzúdulást váltott ki. Carosone érdeklődése a festészet felé. 2007-ben a római Angel Sant'Angelo Múzeum nagy kiállítást rendezett munkáiból.
1975-ben Carosone egy televíziós koncerten tért vissza. Élő koncertekkel, a Sanremói Zenei Fesztiválon és tévés fellépésekkel folytatta pályáját egészen az 1990-es évek végéig. Az „O suspiro”, a „Torero”, a „Tu vuò fà l'americano”, a Mambo Italiano, „Pigliate 'na pastiglia” és „O sarracino/Caravan benzin” a legnagyobb slágerei közé tartozott.
Carosone 2001. május 20-án, 81 éves korában halt meg Rómában.

## Albumok
- Honeymoon in Rome (1958)
- Blue Italian Skies (1958)
- Renato Carosone (1959)
- Carnevale Carosone (1960)
- Pianofortissimamente Carosone (1975)
- Sempre (1982)
- Nu' canzoncella doce doce (1982)